# Ezekiel Kemboi

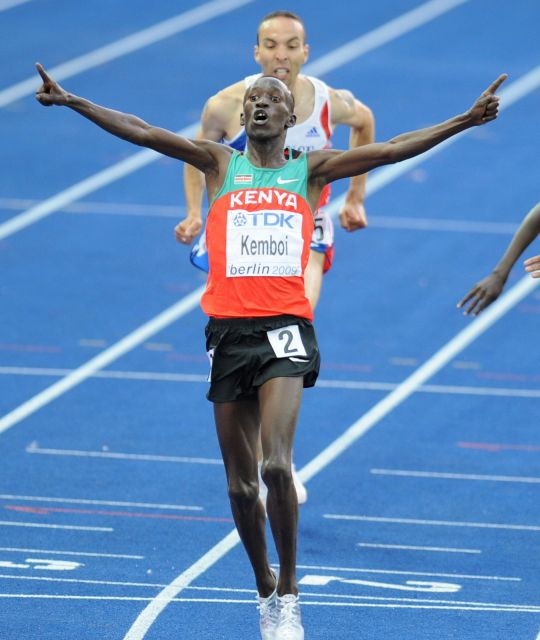
Ezekiel Kemboi durant els Campionats mundials d'atletisme de Berlín el 2009

Ezekiel Kemboi Cheboi (Matira, 25 de maig de 1982) és un atleta kenyà que corre a la categoria dels 3.000 metres obstacles. Va guanyar dues vegades la medalla d'or, el 2004 als Jocs Olímpics d'Atenes i el 2012 a Londres.